# هيلتون أرودا
هيلتون دا سيلفا أرودا (بالبرتغالية: Helton da Silva Arruda‏) وهو لاعب كُرَة قَدَم برازيلي في مركز حراسة المرمى ولد في يوم 18 مايو 1978 في مدينة ساو غونتشالو في البرازيل وهو يلعب حالياً مع نادي بورتو وسبق له اللعب مع نادي يو دي ليريا و نادي فاسكو دا غاما ولعب مع منتخب البرازيل لكرة القدم.

## روابط خارجية
- هيلتون أرودا على موقع الاتحاد الدولي (مؤرشف)  (الإنجليزية)
- هيلتون أرودا على موقع الاتحاد الأوربي (الإنجليزية)
- هيلتون أرودا على موقع قاعدة بيانات كرة القدم.إي يو (الإنجليزية)
- هيلتون أرودا على موقع ليكيب (الفرنسية)
- هيلتون أرودا على موقع ناشيونال فوتبول تيمز (الإنجليزية)
- هيلتون أرودا على موقع Soccerbase.com (لاعب) (الإنجليزية)
- هيلتون أرودا على موقع Soccerway.com (الإنجليزية)
- هيلتون أرودا على موقع عالم كرة القدم.نت (الإنجليزية)
- هيلتون أرودا على موقع أوليمبيديا (الإنجليزية)
- هيلتون أرودا على موقع AS.com (الإسبانية)